# Isola Makar
L'isola Makar  (in russo: остров Макар, ostrov Makar) è una delle isole del Golfo della Jana, nel mare di Laptev, Russia. Amministrativamente appartiene al Ust'-Janskij ulus della Repubblica autonoma di Sacha-Jacuzia.

## Geografia
L'isola è situata a 30 km dalla costa e a 21 km dalla più vicina delle isole Šelonskie. Makar è pianeggiante e paludosa, ha una lunghezza di 11 km ed è larga 6 km; ha alcuni piccoli laghi e una punta di terra che si allunga ad ovest. L'isola è soggetta ad erosione.
Il Golfo della Jana è soggetto a un rigido clima artico, con frequenti tempeste e bufere. Il mare è ghiacciato per circa otto mesi all'anno e le isole costiere sono un tutt'uno con la terraferma per la maggior parte dell'anno.
Nel 1985 sono state rinvenute su Makar da Y. A. Yarlykov delle ossa di bisonte del Pleistocene.